# Chalmers-Detroit

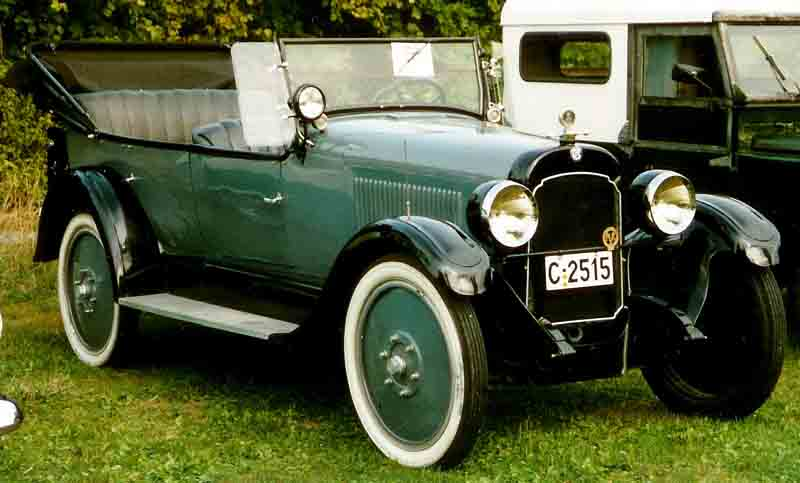
1922 års Chalmers Touring.

Chalmers-Detroit Motor Company var ett amerikanskt bilmärke från Detroit. Chalmers-Detroit var uppföljaren till bilmärket Thomas-Detroit som byggde 4-cylinders bilar, grundat år 1906 av E.R. Thomas. 1907 köpte Hugh Chalmers hälften av E.R. Thomas aktier och blev chef för Thomas-Detroit. 1908 bytte företaget namn till Chalmers-Detroit och bytte namn till endast Chalmers 1910. 1913 började Chalmers bygga 6-cylindriga bilar. 1915 övergavs 4-cylindrarna och byggde enbart sexor. Efter första världskriget började försäljningen av Chalmers minska. 1922 övertogs Chalmers av Maxwell, ett dotterbolag till Chrysler. 1923 tillverkades de sista Chalmers bilarna. Maxwell fanns kvar i tre år innan det övergavs av Chrysler.